# Pachetra melanophaea
Pachetra melanophaea là một loài bướm đêm trong họ Noctuidae.